# رديع (الشعر)

تعديل مصدري - تعديل

رديع هي إحدى قرى عزلة العبس بمديرية الشعر التابعة لمحافظة إب، بلغ تعداد سكانها 227 نسمة حسب تعداد اليمن لعام 2004.